# بوی خوش زن (فیلم ۱۹۷۴)
بوی خوش زن عنوان فیلمی ایتالیایی به کارگردانی دینو ریسی است. فیلم بوی خوش زن (محصول سال ۱۹۹۲) بازسازی این فیلم است.
این فیلم در جشنواره فیلم کن ۱۹۷۵ جایزهٔ «بهترین بازیگر مرد» را برای ویتوریو گاسمن به ارمغان آورد.